# 小淹镇
小淹镇，是中华人民共和国湖南省益阳市安化县下辖的一个乡镇级行政单位。

## 行政区划
小淹镇下辖以下地区：
敷溪社区、小淹社区、白沙社区、老安村、百足村、石峰村、长冲村、双桥村、白沙村、苞芷园村、杨思村、白莲村、胜利村、双仙村、金双村、肖家村、陶澍村、碧溪村、百福村、幸福村和百花村。